# Les Authieux-sur-le-Port-Saint-Ouen
Les Authieux-sur-le-Port-Saint-Ouen é uma comuna francesa na região administrativa da Normandia, no departamento de Sena Marítimo. Estende-se por uma área de 4,52 km². Em 2010 a comuna tinha 1 294 habitantes (densidade: 286,3 hab./km²).